# دومنیکو مونتانیانا
دومِـنیکو مونتانیانا (ایتالیایی: Domenico Montagnana; ۲۴ ژوئن ۱۶۸۶ – ۶ مارس ۱۷۵۰) سازنده ساز مشهور و برجستهٔ ایتالیایی بود.
او را یکی از بهترین سازندگان ویولن و ویولنسل در عصر خود می‌دانند.
بسیاری از ارکسترهای سمفونیک مشهور جهان و همچنین مجموعه‌داران و موسیقی‌دانان برجسته، به دنبال سازهای او (به‌ویژه ویولنسل‌های او) هستند و قیمت هر یک از آنها در حراجی‌ها، بالغ بر میلیون‌ها دلار است.